# Koevordermeer
Het Koevordermeer (Fries en officieel: De Kûfurd) is een meer in de provincie Friesland (Nederland), het ligt op de grens van de gemeenten Súdwest-Fryslân en De Friese Meren.

## Beschrijving
Het Koevordermeer is een langgerekt meer. Het meer is vernoemd naar de streek de 'Koevorde', waar ook het naburige gehucht Koufurderrige in ligt. Een voorde is een plaats waar boeren hun koeien door een doorwaadbare plek dreven. Boeren van de oostkant van het Koevordermeer, uit Dijken, dreven 's zomers hun vee door het meer naar de weidegronden aan de andere kant.
Door het Koevordermeer loopt een zandopduiking, ongeveer vanaf Langweer naar Lippenwoude, die het ondiepe meer goed doorwaadbaar maakt. Toponiemen als 'Zandgaast' en 'Zandsloot' verwijzen ook naar deze zandopduiking. Na Lippenwoude loopt de opduiking door naar Osingahuizen en Oudega naar Sandfirden.

## Verbindingen
Aan het meer liggen de dorpen Teroele en Dijken. Teroele kent twee recreatiebedrijven: Camping Leenstra en Recreatieoord de Koevoet. De Koevoet heeft een passantenhaven, restaurant, appartementenverhuur en een camping. Het meer wordt overigens wel druk bevaren, het Prinses Margrietkanaal loopt er namelijk doorheen. Verder heeft het meer goede verbindingen met andere meren, namelijk:
- Het Heegermeer via het Johan Frisokanaal oftewel de Jeltesloot;
- De Langweerderwielen via de Janesloot;
- Het Slotermeer via de Wellesloot en de Ee bij Woudsend;
- Het Idskenhuistermeer en de Groote Brekken via het Prinses Margrietkanaal;
- Het Sneekermeer via het Prinses Margrietkanaal

Buiten de vaargeul is het meer aan de westkant goed bevaarbaar (diepgang ca. 100 cm). Alleen de noordoostelijke hoek (ter hoogte van Dijken) is zeer ondiep.